# Puntvormig landschapselement

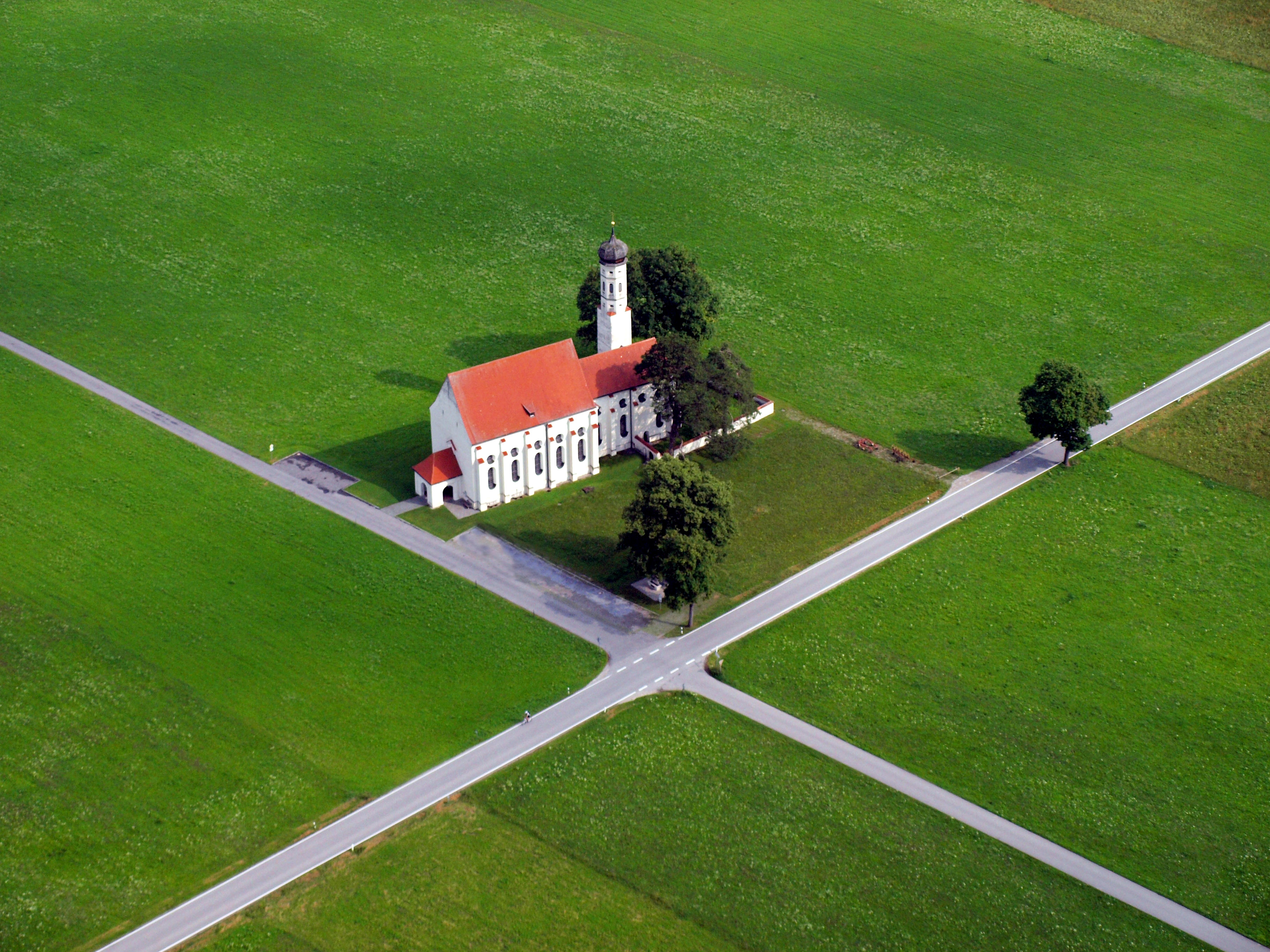
Voorbeeld van een cultuurlandschap met twee typen puntvormige elementen: een kerk en solitaire bomen. De wegen alhier worden gerekend tot lijnvormige elementen en de graslanden worden gerekend tot vlakvormige elementen.

Een puntvormig landschapselement is een begrip uit de geografie waarmee een landschapselement met een puntvormige verschijningsvorm wordt bedoeld. Het gaat om elementen die, afhankelijk van de schaal, op de kaart (zeer) weinig oppervlakte bedekken in een landschap, maar waaraan toch vaak vrij belangrijke cultuurhistorische, ecologische of aardkundige waarden worden toegekend. In geografische informatiesystemen zijn puntvormige landschapselementen vaak vectordata.

## Cultuurlandschap
In cultuurlandschappen zijn puntvormige landschapselementen dikwijls van antropogene oorsprong. Vaak hebben zij (ook) een cultuurhistorische betekenis. In het onderstaande overzicht staan verscheidene voorbeelden van puntvormige landschapselementen die vrij typisch zijn voor cultuurlandschappen.
- banpalen
- grenspalen
- hagelkruizen
- hunebedden
- kerkgebouwen
- molens
- solitaire bomen
- waterpompen
- watertorens

## Natuurlandschap
In natuurlandschappen worden puntvormige landschapselementen dikwijls vertegenwoordigd door natuurlijke landvormen. In het onderstaande overzicht staan verscheidene voorbeelden van puntvormige landschapselementen van natuurlijke oorsprong.
- burchten
- geisers
- gletsjermolens
- meerstallen
- open plekken
- potholes
- rotsnaalden
- verdwijngaten
- watervallen